# Statul Yobe
Yobe este un stat  în Nigeria. Reședința sa este orașul Damaturu.